# Craspediopsis inaequata
Craspediopsis inaequata là một loài bướm đêm trong họ Geometridae.